# Porto Velho
Porto Velho [ˈpoʁtu ˈvɛʎu]IPA je brazilské město, hlavní město státu Rondônia. Podle informací z roku 2015 zde žije 502 748 obyvatel. Město se rozkládá na východním břehu řeky Madeiry, jednoho z hlavních přítoků Amazonky.

## Historie
Město bylo založeno v roce 1914. V jeho rozvoji významnou úlohu sehrála železniční trať, těžba kaučuku a kasiteritu, který se začal těžit v padesátých letech. Rozhodnutí vlády, rozparcelovat část území státu na farmy, mělo za následek přistěhovalectví do státu a počet obyvatel rychle narůstal.

## Infrastruktura
Mezinárodní letiště Porto Velho International Airport, vzdálené sedm kilometrů od města, má dvě přistávací dráhy. Autobusovou linkou je propojeno s centrem města. Každý týden má 98 pravidelných letů většinou do ostatních částí Brazílie. Existence vojenské základny též zajišťuje pohyb vojenských letadel. Mezinárodním letištěm se stalo v roce 2002. Městem, resp. okolím prochází víc cest a dálnic, BR-174, BR-317, BR-319, BR-364, BR-421, BR-425, BR-429, RO-010, RO-101 a RO-490.